# ثوم مثلث
الثوم المثلث أو ثُومُ الغَابَةِ أو بَصَلُ الذِّئْبِ (باللاتينية: Allium triquetrum) نوع نباتي عشبي يتبع جنس الثوم من الفصيلة الثومية.

## الموئل والانتشار
ينتشر في المغرب العربي وفرنسا وإيطاليا وإسبانيا.